# Мурувари
Мурувари (также Muruwarri, Murawari, Murawarri, Muruwari) — вымерший австралийский язык Пама-ньюнгской семьи.
Люди мурувари были важной группой, которая заняла область Австралии со всего Куннамулла в юго-западном Квинсленде, на юг к северному берегу Реки Barwon около Brewarrina, Новый Южный Уэльс. Область Muruwari включала города и станции Barringun, Enngonia, Weilmoringle, Милроя, Mundiwa, Warraweena, Goomballie, Fords Bridge, Yantabulla, и Warroo в Новом Южном Уэльсе и; Caiwarro, Tinninburra, Weela, и Холмы Mulga в Квинсленде.
Язык мурувари был сопоставлен от многих записей языкового материала, собранного Джимми Баркером Brewarrina, Эмили Хорневилл (г-жа Орнэйбл) и Шиллин Джексон Goodooga, и Робин Кэмпбелл Weilmoringle. Язык Murawari был сначала издан Р. Х. Мэтьюсом в начале 1900-х и снова Иэном Симсом, Джуди Трефри, Джанет Мэтьюс, и Линетт Ф. Оат (1988).
Потомки мурувари главным образом живут в Сиднее, Брисбене, Элис-Спринге, и в маленьких городах Нового Южного Уэльса и Квинсленда, такие как Brewarrina, Goodooga, Enngonia, Weilmoringle, Bourke, Cunnamulla, и Шарлевилль.